# Leutea nematoloba
Leutea nematoloba är en flockblommig växtart som först beskrevs av Karl Heinz Rechinger, och fick sitt nu gällande namn av Pimenov. Leutea nematoloba ingår i släktet Leutea och familjen flockblommiga växter. Inga underarter finns listade i Catalogue of Life.